# 高盛家族
高盛家族是一个有阿什肯纳兹犹太人血统的家庭，以创建的投资银行高盛知名。 马库斯·戈德曼最小的女儿路易莎嫁给了戈德曼的密友兼同事的儿子塞缪尔·萨克斯，萨克斯是来自于下弗兰肯行政区的巴伐利亚移民。戈德曼的大儿子朱利叶斯·戈德曼娶了塞缪尔·阿德勒之女莎拉·阿德勒。 1882年，戈德曼邀请女婿塞缪尔加入了公司并将公司名称改为M·高盛。大约五十年的时间里，所有的合伙人都来自有这个大家庭。

## 世系

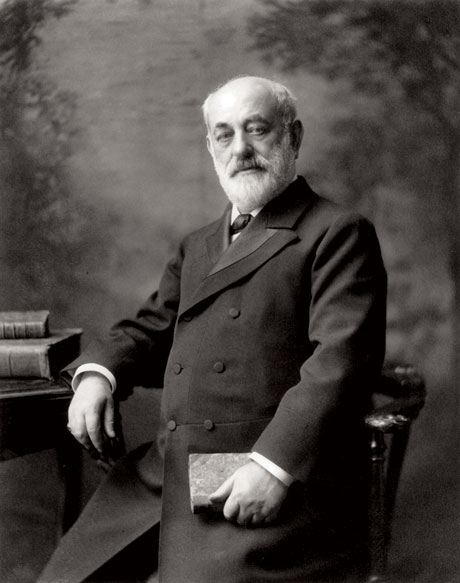
马库斯·高盛

- 马库斯·戈德曼（英语：Marcus Goldman） (1821年–1904年)：高盛创始人，娶伯莎·戈德曼（另一个戈德曼家族）
  - 朱利叶斯·戈德曼娶莎拉·阿德勒·高盛，塞缪尔·阿德勒之女(1809年–1891年)
    - 海蒂·戈德曼（英语：Hetty Goldman） (1881年–1972年)：考古学家
    - 艾格尼丝·戈德曼·桑伯恩(1887年–1984年)：嫁阿什顿·桑伯恩(1882年–1970年)：考古学家

  - 丽贝卡·戈德曼·德雷富斯：嫁路德维格·德雷富斯(–1918年)[4]
  - 罗莎·戈德曼·萨克斯(或罗莎·高盛)：嫁朱利叶斯·萨克斯（英语：Julius Sachs） (1849年–1934年)
    - 欧内斯特·萨克斯（英语：Ernest Sachs） (1879年–1958年)：内科医师

  - 路易莎·戈德曼·萨克斯(或路易莎·高盛)：嫁塞缪尔·萨克斯（英语：Samuel Sachs） (1851年–1935年)
    - 保罗·萨克斯（英语：Paul J. Sachs） (1878年–1965年)：美术史学家，娶梅塔·波拉克(–1961年)
      - 伊丽莎白·萨克斯
      - 西莉亚·萨克斯·罗宾逊：嫁古典学者小查尔斯·A·罗宾逊（英语：Charles A. Robinson, Jr.） (1900年–1965年)
      - 马乔里·萨克斯

    - 华尔特·萨克斯（英语：Walter E. Sachs） (1884年–1980年)：银行家(1928年–1959年期间为高盛合伙人),[5] 娶演员玛丽·威廉姆森(1911年–)
      - 凯瑟琳·罗塞尔·萨克斯(1943年–)
      - 飞利浦·威廉姆森·萨克斯(1949年–)

  - 亨利·戈德曼（英语：Henry Goldman） (1857年–1937年)：银行家，娶芭贝特·考夫曼(1871年–1954年)
    - 佛罗伦萨·戈德曼(1891年–1960年)：嫁埃德温·切斯特·沃格尔(1884年–1973年)
    -  小亨利·戈德曼：娶艾德丽安·施特劳斯·戈德曼
      -  琼·布列塔·菲舍尔(1927年–2012年)：[6]作家，写有亨利·戈德曼的传记[3]

- 注意：伯纳德·萨克斯 (1858年–1944年)： 神经学家，朱利叶斯·萨克斯和塞缪尔·萨克斯之弟。

## 延伸阅读
- Birmingham, Stephen. . Syracuse University Press. 1996. ISBN 0815604114.
- Supple, Barry E. . Business History Review. 1957, 31 (2): 143–178. JSTOR 3111848.
- Alef, Daniel. . Titans of Fortune. 2010. ISBN 1608043169.
- Fisher, June Breton. . Palgrave MacMillan. 2010.
- C-SPAN BookTV, author presents When Money Was in Fashion  （页面存档备份，存于）